# Cape Town Spurs FC
Cape Town Spurs Football Club w skrócie Cape Town Spurs FC – południowoafrykański klub piłkarski grający w drugiej, a niegdyś południowoafrykańskiej pierwszej lidze, mający siedzibę w mieście Kapsztad. W latach 1999–2000 był satelickim klubem AFC Ajax i nosił nazwę Ajax Kapsztad.

## Sukcesy
- National Soccer League[1]:
  - mistrzostwo (1): 1995.

- Telkom Knockout[2]:
  - zwycięstwo (2): 2000, 2008.

- MTN 8[2]:
  - zwycięstwo (1): 2015.

- Nedbank Cup[2]:
  - zwycięstwo (2): 1995, 2007.

## Występy w afrykańskich pucharach
| Sezon | Rozgrywki           | Runda              | Kraj         | Klub                     | Dom | Wyjazd | Dwumecz      |
| ----- | ------------------- | ------------------ | ------------ | ------------------------ | --- | ------ | ------------ |
| 2001  | Puchar CAF          | 1                  | Uganda       | KCCA FC                  | 2–0 | 1–1    | 3–1          |
| 2001  | Puchar CAF          | 2                  | Nigeria      | Katsina United FC        | 2–2 | –      | –            |
| 2001  | Puchar CAF          | ćwierćfinał        | Tunezja      | Étoile Sportive du Sahel | 0–1 | 0–2    | 0–3          |
| 2005  | Liga Mistrzów       | wstępna            | Eswatini     | Mhlambanyatsi Rovers FC  | 1–0 | 1–1    | 2–1          |
| 2005  | Liga Mistrzów       | 1                  | Burkina Faso | ASFA Yennenga            | 1–0 | 0–1    | 1–1 (k. 5–3) |
| 2005  | Liga Mistrzów       | 2                  | Gwinea       | Fello Star               | 2–0 | 0–2    | 2–2 (k. 3–2) |
| 2005  | Liga Mistrzów       | gr. A (4. miejsce) | Nigeria      | Enyimba FC               | 1–1 | 0–2    | 1–3          |
| 2005  | Liga Mistrzów       | gr. A (4. miejsce) | Maroko       | Raja Casablanca          | 0–3 | 1–1    | 1–4          |
| 2005  | Liga Mistrzów       | gr. A (4. miejsce) | Egipt        | Al-Ahly Kair             | 0–0 | 0–2    | 0–2          |
| 2008  | Puchar Konfederacji | 1                  | Seszele      | Anse Réunion FC          | 1–0 | 4–1    | 5–1          |
| 2008  | Puchar Konfederacji | 2                  | Kamerun      | Mount Cameroon FC        | 5–1 | 0–5    | 5–6          |
| 2009  | Liga Mistrzów       | 1                  | Zimbabwe     | Monomotapa United FC     | 3–2 | 1–2    | 4–4          |

## Stadion
Domowe mecze klub rozgrywa na stadionie Athlone Stadium w Kapsztadzie. Stadion może pomieścić 35000 widzów.